# Ann Westin
Ann Westin, född 15 februari 1956 i Göteborg, är en svensk komiker. 
Hon har även arbetat som mentalskötare och undersköterska. Hon debuterade som komiker på Norra Brunn 1996. Belönad med Bubbenpriset 2001. Har medverkat i TV-programmen Stockholm Live i SVT och medverkade under hösten/vintern 2009 i TV4:s humorprogram Cirkus Möller.
2014 turnerade hon med sin soloföreställning "Jobbit". 2024 deltog hon i den sommarens Diggiloo-turné.

## Framträdanden

### TV-framträdanden i urval
- 2003 – Time out (TV-serie)
- Babben & Co
- Sing along
- Stockholm Live
- Snacka om nyheter
- Släng dig i brunnen
- Grillad

### Shower/turnéer i urval
- Girlpower
- Landskamp i standup
- Fältartist i Bosnien
- Ultimate Comedy
- Big Comedy
- En liten jävla krogshow
- En liten jälva julshow
- En annan liten jävla show
- Offroad
- Jobbit 2014

### Teater

#### Roller (urval)
| År   | Roll | Produktion                            | Regi        | Teater                                 |
| ---- | ---- | ------------------------------------- | ----------- | -------------------------------------- |
| 2017 |      | Egenmäktigt förfarande Lena Andersson | Eva Dahlman | Scalateatern Flyttad till Maximteatern |

## Priser
- 2001 Bubbenpriset
- 2002 Årets kvinnliga komiker, Svenska standupgalan[7]
- 2003 Årets hetaste komiker, Aftonbladet
- 2005 Årets kvinnliga komiker, Svenska Standupgalan[8]
- 2014 Årets kvinnliga komiker, Svenska Standupgalan[9]